# Ovambo
Ovambo är en etnisk grupp av huvudsakligen oshiwambotalande folk i Ovamboland i norra Namibia. Gruppen delas traditionellt in i nio stammar: Ndonga, Kwanyama, Kwambi, Ngandjera, Mbalantu, Mbadja, Kolonkadhi, Eunda och Kwaluudhi. Ovambo bebor hela området upp till gränsen mot Angola. Med en befolkning om cirka 900 000, utgör de majoriteten av befolkningen i Namibia. De migrerade söderut från Zambesiflodens övre regioner, och bosatte sig i nuvarande Ovamboland troligen på grund av den bitvis rika jorden.
Ovamboland utgörs av sandigt slättland i norra Namibia och södra Angola. Vattendrag, så kallade oshanas, skär genom området. I de norra delarna av Ovamboland finns täta bälten tropisk vegetation, och här är nederbörden cirka 430 mm under regnperioden. Oshanas kan då svämma över och ibland täcka tre femtedelar av området med vatten. Under torrperioden används de stora gräsbevuxna slätterna som betesmark.
Ovambofolket har anpassat sig till området och klimatet. De föder upp boskap, fiskar i oshanas, och odlar. De är skickliga hantverkare, som tillverkar och säljer korgar, keramik, smycken, träkammar, spjut, pilspetsar, rikt dekorerade dolkar, musikinstrument och även elfenbensknappar.

## Kultur och tro
Finska missionärer anlände så tidigt som 1870 och nuförtiden[när?] betraktar sig de flesta Ovambo som Lutheraner. De flesta traditionella trosföreställningarna har ersatts av kristen tradition, men några lever ändå kvar. Som ett resultat av missionen bär de flesta Ovambo västerländska kläder och lyssnar på västerländsk musik. De har fortfarande behållit traditionella danser med trummor, men mycket av deras sångtexter har skrivits om som politiska kampsånger för SWAPO. De flesta bröllopen är en kombination av kristna och lokala traditioner.
En traditionell bosättning byggs som en grupp av hyddor omgiven av ett staket av långa, upprättstående störar. Ibland uppförs någon av byggnaderna med cementblock. Varje hydda har normalt en specifik funktion, som sovrum, förråd eller kök. De flesta familjerna hämtar vatten från ett närbeläget allmänt tappställe.
De flesta familjerna har ett stort stycke land, där de odlar hirs, som används till gröt. Man odlar också bönor, vattenmelon, squash och sorghum. De flesta hushållen äger några getter och boskap, ibland också några grisar. Det är de unga männens jobb att valla getterna och boskapen, att på morgonen ta ut dem till bete och sedan ta hem dem på kvällen. De flesta hushållen har frigående höns. Hundar och katter är vanliga husdjur. Under regnperioden stiger floderna i norr, i Angola, och översvämmar området, vilket för med sig fisk, fåglar och grodor.
Traditionellt påverkade de magisk-religiösa trosföreställningarna livet i hög grad. Man trodde inte bara på goda och onda andar, utan påverkades också mycket av vidskepelse. De flesta Ovambo tror på en allsmäktig ande, Kalunga, som skall kunna ta gestalt som man och röra sig osynlig bland folket. Denna ande är mycket viktig, och när man drabbas av hungersnöd eller farsoter är det Kalunga som måste bistå folket.
Varje stam har en hövding som ansvarar för stammen, även om man på flera ställen har övergått till en mera rådsliknande styresform. Medlemmar av Ovambolands kungliga familj kallas aakwanekamba och bara de som av börd hör till familjen kan göra anspråk på hövdingaskap. Eftersom släktskap räknas på mödernet har till exempel hövdingens egna söner ingen kunglig börd, utan växer upp som vanliga medlemmar av hushållet.